# Gabriel Cervera Riza
Gral. Gabriel Rómulo Cervera Riza fue un militar mexicano que participó en la Revolución mexicana. 
Nació en Guerrero, Coahuila el 6 de julio de 1885, siendo hijo de Gabriel Cervera Garza y de María de Jesús Riza Flores. Cursó los primeros estudios en Piedras Negras, Coahuila, y la carrera de profesor normalista en Saltillo, donde se tituló en 1908. Fue director de la Escuela Primaria de Piedras Negras hasta el inicio de la lucha armada contra Porfirio Díaz, con la que se vinculó desde el primer momento. Al triunfo de Francisco I. Madero en 1912, durante la administración de Venustiano Carranza formó parte del grupo Carabineros de Coahuila, a las órdenes del general Alfredo Elizondo, ascendiendo al grado de coronel en la lucha contra el orozquismo. Ante la usurpación de Victoriano Huerta se afilió al constitucionalismo y actuó en Michoacán, Jalisco y el Estado de Guerrero, alcanzando el grado de general brigadier. 
Fue diputado por el distrito de Maravatío, Michoacán, al Congreso Constituyente de 1917. Al término del conflicto armado continuó en la Secretaría de Guerra y Marina en distintos puestos y asignado a varios puntos del país. En 1941 fue presidente del Partido de la Revolución Mexicana en Coahuila; ese mismo año fue gobernador interino. De 1942 a 1945 fue presidente municipal de San Pedro de las Colonias. Se retiró del Ejército en 1948, siendo general de división. Recibió la medalla de la Legión de Honor Mexicana y vivió sus últimos años en Saltillo, Coahuila, donde murió el 7 de julio de 1958. 